# 2MASS J09440279+3131328
2MASS J09440279+3131328 ist ein etwa 80 Lichtjahre von der Erde entfernter Brauner Zwerg im Sternbild Löwe. Er wurde 2000 von J. Davy Kirkpatrick et al. entdeckt. Er gehört der Spektralklasse L2 an. Seine Position verschiebt sich aufgrund seiner Eigenbewegung jährlich um 0,054 Bogensekunden.